# Oligocottus maculosus
Espèce
Statut de conservation UICN

 NE  : Non évalué
Oligocottus maculosus est une espèce de poissons de la famille des cottidés, dont l’habitat s’étend de la mer d'Okhotsk au comté de Los Angeles, en Californie. Les individus peuvent atteindre une taille de 8 cm, et se trouvent habituellement dans les mares résiduelles,.

## Description
Oligocottus maculosus peut atteindre une taille de 8 cm, et est doté d’une grosse tête, d’un corps allant en s’amincissant, et de nageoires épineuses. Il dispose d’une seule épine pré-operculaire et de touffes de cirres au sommet de la tête, mais pas sur le corps, sous la nageoire dorsale, comme son cousin Oligocottus snyderi. Sa couleur varie considérablement, et est souvent marbrée en gris, brun et blanc, mais peut être rouge ou verte, car il peut rapidement changer de couleur pour se camoufler par mimétisme.

## Répartition et habitat
O. maculosus se trouve dans la partie nord-est de l’océan Pacifique, depuis la mer d'Okhotsk et la mer de Bering jusqu’au comté de Los Angeles, en Californie. Il vit à des profondeurs s’étendant de la zone intertidale jusqu’à des fonds d‘environ 100 m. Il tolère aussi bien les eaux saumâtres que l’eau de mer normale. Il se trouve plus haut sur la côte, et tolère mieux les eaux plus chaudes que les autres espèces d’Oligocottus comme O. snyderi.

## Écologie
O. maculosus est un petit poisson fréquent dans les mares résiduelles de l’estran des côtes rocheuses, où on peut le voir ramper d’une cachette à l’autre. Il fait preuve d’un sens de l'orientation développé, retournant à sa mare habituelle à chaque marée basse. Sa capacité à retourner à sa mare habituelle depuis une distance de 102 m a été prouvée, même après un déplacement ayant duré six mois.
C’est un prédateur se nourrissant de petits invertébrés comme les isopodes, amphipodes, gastéropodes, vers polychètes et berniques, ainsi que d’insectes tombant dans l’eau. De petites quantités d’algues font aussi partie de son régime alimentaire. À son tour, O. maculosus est la proie de prédateurs comme les oiseaux de mer et de poissons carnivores à marée haute. Lorsque la mer est mauvaise, il peut monter plus haut sur la côte. Il peut également quitter l’eau et respirer de l’air, échangeant oxygène et dioxyde de carbone, lorsqu’il est caché dans un endroit humide et lorsqu’il tente d’échapper à ses prédateurs en se débattant ou en rampant pour atteindre un emplacement mieux protégé.
Ce poisson devient mature lorsqu’il atteint une taille d’environ 35 mm. Le mâle dispose de rayons mous anaux modifiés qu’il peut utiliser comme ptérygopodes lors d’une fécondation interne, mais il peut également s’accrocher à la femelle et féconder les œufs lors de la ponte. De petits groupes d’œufs sont déposés à la fin de l’hiver, le plus souvent dans des anfractuosités ou des coquilles de berniques vides. Les larves commencent leur vie en mer, de façon planctonique ; dans les baies, elles peuvent former des bancs près du fond. Après trente à soixante jours, les larves reviennent vers les mares résiduelles et se métamorphosent en poissons juvéniles. Leur taux de croissance est affecté s’ils sont trop nombreux dans une même mare.